# Aleochara lustrica
Aleochara lustrica är en skalbaggsart som beskrevs av Thomas Say 1834. Aleochara lustrica ingår i släktet Aleochara och familjen kortvingar. Inga underarter finns listade i Catalogue of Life.